# ¡El Enchiridión!
"¡El Enchiridión!" (título original en inglés: The Enchiridion!) es el quinto episodio de la primera temporada de la serie de televisión estadounidense, animada y de fantasía Adventure Time, que se estrenó por Cartoon Network el 19 de abril de 2010 en los Estados Unidos. En el caso de América Latina, la emisión del episodio se llevó a cabo el 22 de agosto del mismo año. El episodio fue escrito por Patrick McHale, Adam Muto y Pendleton Ward y dirigido por Larry Leichliter. 
En este episodio Finn debe probar sus habilidades como aventurero al pasar por una serie de pruebas para conseguir un legendario libro conocido como "El Enchiridión", del que se dice que es el manual de cómo ser un héroe. 
Producido como el primer episodio en la serie, "¡El Enchiridión!" fue completado de manera que retuviera el mismo espíritu que del piloto original. La cesión de en medio originalmente incluía muchas más pruebas, pero muchas de ellas fueron cortados por el tiempo. El episodio fue visto por 2.096 millones de espectadores, y recibió generalmente remarcaciones positivas de los críticos, aunque muchos notaron que fue notablemente diferente del recordatorio de la serie, debido a la eventual evolución del show.

## Argumento
Durante una celebración en el Candy Kingdom, Finn rescata a la Princesa Bubblegum de caer de una torre, esta decide que es digno de leer el Enchiridión: un tomo de conocimiento heroico. El libro solo puede ser adquirido "por héroes cuyos corazones sean muy nobles". Bubblegum también revela que el libro está en la cima del monte Cragdor, un lugar al que se logra llegar al pasar por algunas pruebas.
Después de pasar por la prueba del portero (John Moschitta, Jr), Finn salva a unos gnomos que en apariencia estaban en peligro. Pero al ser liberados estos comienzan a destruir a ancianas indefensas, sabiendo que eso le afecta a Finn. Aunque Jake coloca a los gnomos de nuevo en su prisión y trata de animar a un deprimido Finn, el bulldog termina siendo tragado por un ogro gigante. Creyendo a su amigo muerto, Finn escapa del gigante con un gran billete del mismo y lo ataca, golpeándolo en el estómago. El gigante vomita a Jake, y los dos llegan a la cima del Gragdor. Finn, sin embargo, se asegura de devolverle su billete al gigante, conmoviendo a Jake quien llama este acto "noble".
Una vez dentro del Monte Cragdor, una entidad malévola (Mark Hamill) lleva a Finn a su "mundo cerebral", donde primero tiene que matar a una bestia malvada con forma de corazón, y finalmente matar a una hormiga "neutral". Finn mata a la bestia, pero se rehúsa matar a la indefensa y neutral hormiga, derrotando al ser en el progreso. Finn entonces se topa con el minotauro, el guardián del Enchiridion, y se lo entrega a Finn. El primer capítulo que Finn se muestra interesado por conocer es uno llamado "como besar a las princesas", aunque le oculta eso a la princesa Bubblegum antes de disfrutar de su triunfo.

## Elenco
- Jeremy Shada como Finn, el humano.
- John DiMaggio como Jake, el perro.
- Hynden Walch como la princesa Bubblegum.

## Producción

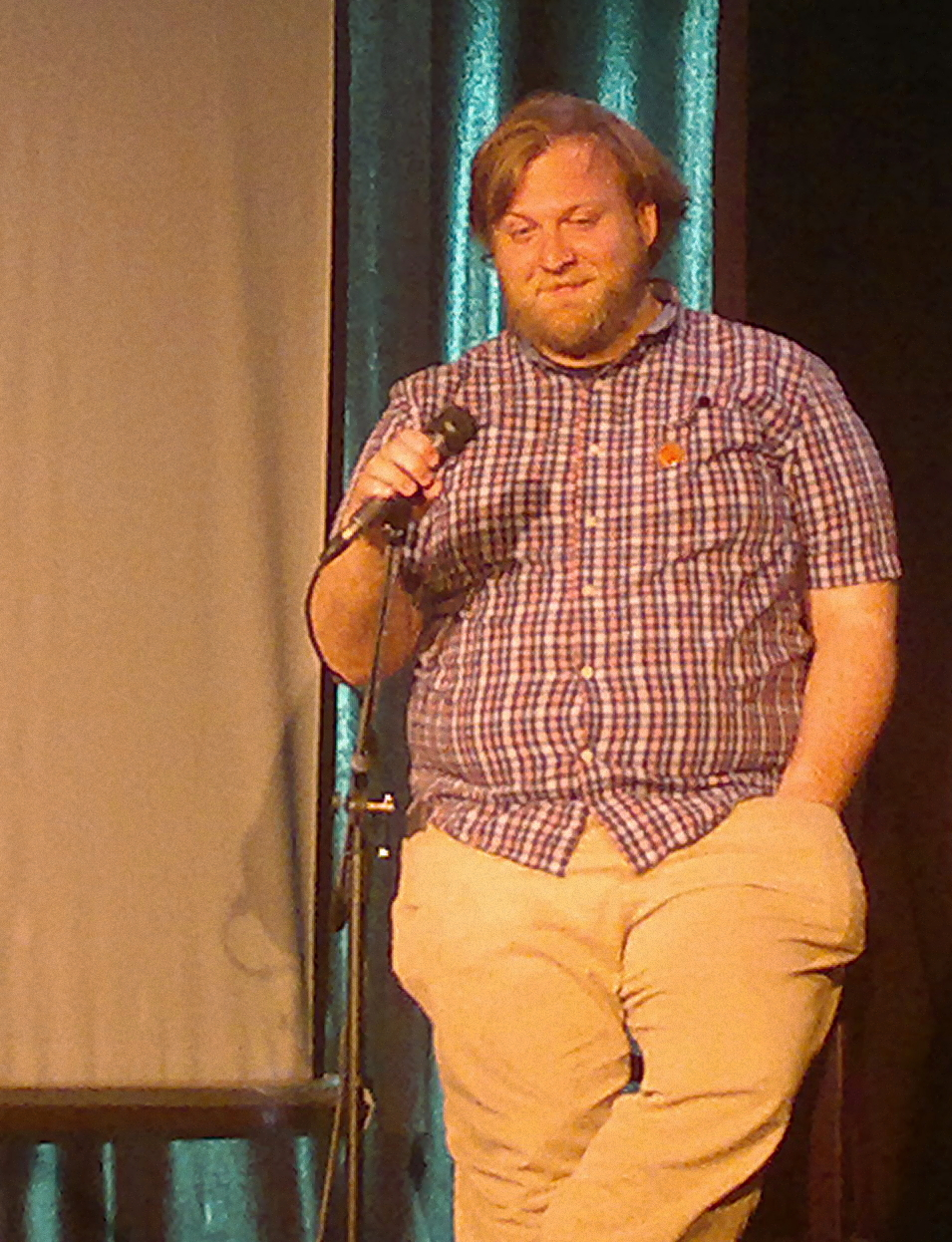
El episodio fue escrito por Pendleton Ward—junto con Patrick McHale y Adam Muto—para conservar el sentimiento del piloto original de la serie.

"The Enchiridion!" fue el primer episodio de la serie en ser producido por Cartoon Network. Frederator Studios había recogido a Adventure Time para el canal de Nicktoons Network, pero la compañía terminó cancelándola dos veces. Finalmente el estudio se acercó a Cartoon Network. La compañía comento que estarían dispuestos a producir la serie sí Ward podía probar que podía expandirse en una serie de televisión mientras mantenía los elementos originales del corto original. Ward, con la ayuda de Pat McHale y Adam Muto, crearon un guion gráfico que presentaba a Finn y a una "ingenua" Princesa Bubblegum saliendo a una cita de cena con espagueti. Sin embargo, la compañía no estaba feliz con esta historia, y solicitaron otra. Ward entonces creó un gráfico para el episodio, "The Enchiridion", que era su intento por to emular el estilo del corto original. Cartoon Network aprobó la primera temporada en septiembre de 2008, y "The Enchiridion" se volvió el primer episodio en entrar en producción.
Debido a que fue el primer episodio de la serie en ser creado, el episodio era originalmente el doble de largo. Durante la escena en que la Princesa Bubblegum le dice a Finn sobre el Enchiridion, el guion original presentó una más larga con Bubblegum detallando la historia de Ooo y sus héroes. A causa de que era innecesariamente larga, fue cortada. El primer boceto del gráfico presentó a Finn realizando 12 pruebas, que incluían hacerse amigo de una murciélago gigante, lidiar con un gnomo mago, y pelear con esqueletos. Debido a que el episodio era muy largo, esto fue cortado, y reemplazado con Finn robando el billete del gigante. El episodio originalmente se supone que tendría una escena presentando "esa criaturita parecida a un tumor bailando detrás de estas cortinas de terciopelo rojo que se abren en el nudo de un árbol." De acuerdo con Ward, las cortinas rojas fueron un asentimiento deliberado a la "habitación roja" de la famosa serie dramática de David Lynch: Twin Peaks. No obstante, la escena finalmente fue cortada. Choose Goose (Ganso manso en Latinoamérica) originalmente iba a tener su aparición en el episodio, ofreciéndole a Finn y a Jake un poco de jugo. El personaje fue sacado por el tiempo, pero finalmente fue introducido en el episodio de la segunda temporada "Blood Under the Skin", convirtiéndose en un personaje recurrente desde entonces.
Henry Rollins interpretó a la galleta que le grita agresivamente a Finn cuando lo empuja accidentalmente. Rollins regresó a la serie para prestar su voz al personaje de Bob Rainicorn en la segunda temporada episodio "Her Parents". John Moschitta, Jr interpretó al portero. Ward después recontó que el diálogo de Moschitta en el episodio no era lo suficientemente rápido como Ward quería. El minotauro estuvo basado en Justin Hunt que fue originalmente creado para un multiuso en el juego de calabozo. Originalmente, el personaje supuestamente estaría en el inicio de un corto que Ward y McHale hicieron para CalArts. Desde que nunca se terminó, una áspera versión del mismo fue estrenada en el DVD de la primera temporada de Adventure Time. La secuencia que tomaba lugar en el "mundo cerebral" del villano fue escrita después de que el productor ejecutivo Derek Drymon sugirió que la escena pudo ser más larga. La bestia corazón estuvo inspirada después de que Ward viera muchos casos de iconografía de Sacred Heart en México.

## Recepción
"The Enchiridion!" se emitió en Cartoon Network el 19 de abril de 2010. El episodio fue visto por 2.096 millones de espectadores, y marco un 1.4/2 de porcentaje en la puntuación de los hogares Nielsen, dando a entender que fue visto por un 1.4 de porcentaje de todos los puntajes y un 2 por ciento de todos los puntajes de televisión a la hora de la emisión del episodio. El episodio primero vio una publicación física como parte del DVD de It Came From the Nightosphere, que incluyó 16 episodios de las primeras tres temporadas de la serie. Finalmente fue reestrenado como parte del DVD de la primera temporada en julio de 2012.
En el podcast de Ancient Psychic Tandem Warcast, el autor Lev Grossman y el escritor Zack Smith calificó el episodio, con el último llamándolo un "buen, pequeño y encantador episodio con un positivo mensaje en él". Grossman lo llamó un buen' episodio, pero noto que poseía una especie de "físicos de caricaturas" que la serie finalmente abandonó; y específicamente destacó la escena donde Cinnamon Bun hizo una voltereta y destruyó una torre. Últimamente, Smith lo llamó un "interesante homenaje a Dungeons & Dragons [y a la] mitología básica".
No obstante, no fueron tan comprensivos. Tyler Foster de DVD Talk, en una crítica del DVD de It Came From the Nightosphere, llamó al episodio "primitivo" y noto que el episodio "tiene el sentido de estar cerrado a una estructura de historia tradicional", una estructura que aseguró que episodios posteriores no tenían.